# Braulio Lara

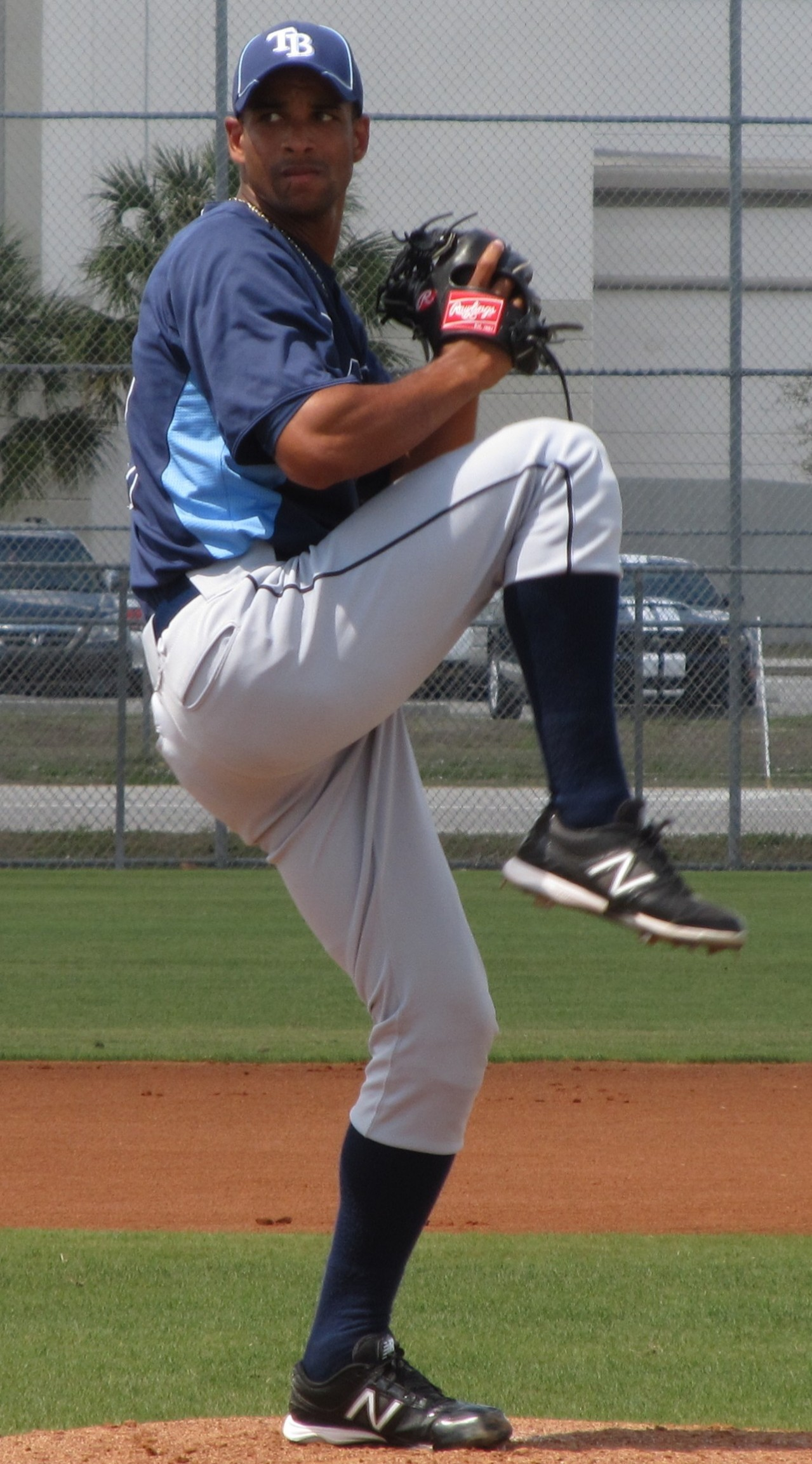
Braulio Lara, 2012

Braulio Armando Lara Peguero (* 20. Dezember 1988 in Baní, Peravia, Dominikanische Republik; † 20. April 2019 ebenda) war ein dominikanischer Baseballspieler, der zuletzt in der Minor League als Linkshänder auf der Position des Pitchers spielte.

## Karriere
Lara unterschrieb als Vereinsloser bei den Tampa Bay Rays. In der Saison 2012 spielte er bei den Charlotte Stone Crabs, einem Farmteam der Miami Marlins, kehrte aber noch vor der Saison 2013 zu den Rays zurück. 2016 unterschrieb er bei SK Wyverns in der koreanischen Baseball-Liga.
Am 20. Februar 2018 unterschrieb er einen Vertrag bei den in der mexikanischen Baseball-Liga spielenden Sultanes de Monterrey, die ihn bereits am 28. April 2018 zu den in der Minor League spielenden und in Victoria de Durango ansässigen Generales de Durango weiterreichten. Auch dort war er nur sehr kurz unter Vertrag.

## Tod
Lara starb am 20. April 2019 bei einem Verkehrsunfall in seinem Geburtsort Baní.